# Ислам в Сирии
Население Сирии исповедует различные направления ислама. Его последователи в совокупности составляют примерно 90% населения страны и составляют абсолютное большинство в большинстве регионов страны.

## Состав мусульман

### Сунниты
Мусульмане-сунниты составляют подавляющее большинство в стране.
Сунниты принадлежат в основном к ханафитскому и шафиитскому мазхабам.

### Шииты
Алавиты (нусайриты) составляют меньшинство (около 10% населения страны). За ними по численности следуют имамиты (около 3% населения страны).

## Суфизм
В стране действуют некоторые суфийские ордена, в том числе Накшбандия, Кадирия и Шазилия. Число суфиев значительно уменьшилось с начала XXI века.
Большинство суфиев идентифицируют себя как сунниты.